# William Frederick Mitchell

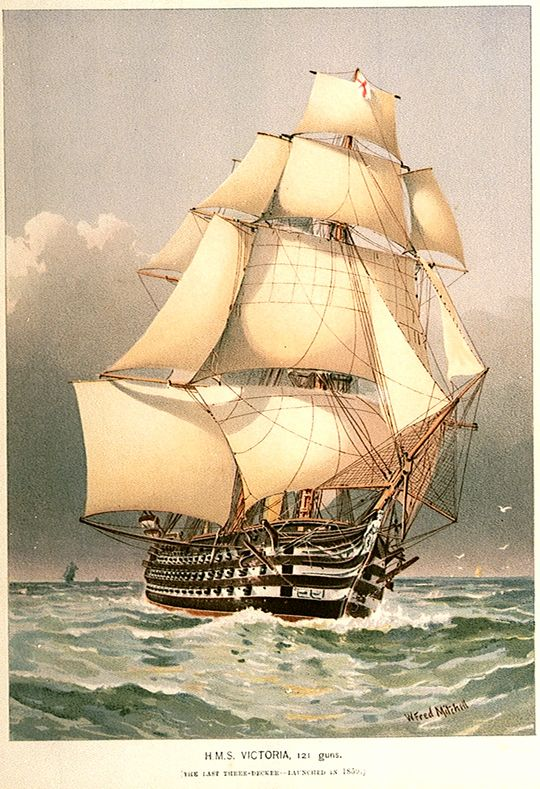
Světlotisk lodi HMS Victoria

William Frederick Mitchell (1845, Portsmouth – 1914, Ryde, Wight) byl britský malíř, který měl za úkol malovat různé lodě pro Royal Navy. Jeho práce publikovala Royal Navy v mnoha sériích ilustrací. Má mnoho obrazů ve sbírkách muzea National Maritime Museum v Británii. Většinu života strávil v Portsmouthu a maloval lodě pro jejich vlastníky nebo posádku. Ilustroval také ročenky Royal Navy. Maloval hlavně akvarely, ale několik z jeho děl jsou i olejomalby. Celkem namaloval přes 3 500 obrazů.